# Соболєв Анатолій Миколайович
Анатолій Миколайович Соболєв (2 січня 1935, місто Лубни, тепер Полтавської області — 8 грудня 2007, місто Лубни) — український діяч, Лубенський міський голова Полтавської області, 1-й секретар Лубенського міського комітету КПУ. Член Ревізійної Комісії КП України в 1981—1986 роках. почесний громадянин міста Лубни (2004 р.).

## Біографія
Народився в родині робітника. У вересні 1950 — вересні 1953 р. — учень Лубенського лісового технікуму Полтавської області.
У вересні 1953 — жовтні 1955 р. — лісничий Куртка-Терекського, Куланакського лісництв Наринського державного лісового господарства Киргизької РСР. У 1955—1959 р. — служба в Радянській армії: у місті Красноводську Туркменської РСР. Член КПРС з 1958 року.
У квітні 1959 — січні 1965 р. — інструктор, секретар, 1-й секретар Лубенського районного комітету ЛКСМУ Полтавської області. У січні 1965 — вересні 1970 р. — інженер, начальник відділу Лубенського заводу лічильних машин.
Освіта вища. У 1964—1969 р. — студент заочного відділення Київського інституту народного господарства, здобув спеціальність економіста з планування промисловості.
У вересні 1970 — вересні 1991 р. — завідувач промислово-транспортного відділу, 2-й секретар, 1-й секретар Лубенського міського комітету КПУ Полтавської області.
У вересні 1991 — листопаді 1993 р. — начальник відділу, заступник генерального директора відкритого акціонерного товариства «Лубнифарм». У листопаді 1993 — травні 1995 р. — директор Лубенського державного лісового господарства (держлісгоспу) Полтавської області. У травні 1995 — квітні 1998 р. — директор Лубенської філії «Промпостач» відкритого акціонерного товариства «Полтаваголовпостач».
У квітні 1998 — 2006 р. — Лубенський міський голова Полтавської області.
З 2006 — на пенсії у місті Лубнах.

## Нагороди
- ордени
- медалі
- почесний громадянин міста Лубни (2004)